# Centre sportif et culturel Laetitia
Le Centre sportif et culturel Laetitia (CSC Laetitia) est une association multisports et culturelle située à Nantes en Loire-Atlantique qui permet à plus de 2 400 adhérents de pratiquer 25 activités différentes.
| \| Nantes \| Club Omnisports basé à Nantes. |
| Nantes                                      |

## Historique
En 1844 l'œuvre de Notre Dame de Toutes Joies est créée par le père Eugène-Marie Peigné ; elle obtient son nom Notre Dame de Toutes Joies lors de la bénédiction de la statue de Pierre Potet, le 6 juillet 1845. En 1865, bien que la vocation de l'œuvre soit plus orientée vers le catéchisme que vers la gymnastique, un portique est construit puis commencent des activités sportives.
Au début du XXe siècle, l'œuvre est en crise, confrontée à de graves soucis financiers. Elle décide alors de se constituer en association déclarée type loi de 1901 afin de bénéficier des avantages de cette loi récente sur les associations à but non lucratif. C'est ainsi que le 22 avril 1907 est officiellement déclaré, à la préfecture de Loire inférieure, le centre La laetitia (significatif de joie en latin) initialement conçu pour la pratique de tous les sports et particulièrement la gymnastique mais rapidement d'autres activités sont créées : la fanfare en 1910, la préparation militaire en 1916.
En 1941 il bénéficie de nouveaux espaces, qui permettent de développer de nouvelles disciplines et les filles sont admises à la Laetitia.
En 1958 il déménage vers un nouvel emplacement, rue du Chanoine Larose ; un gymnase — toujours en service en 2014 — existant lors de la création de l'œuvre est démonté et remonté à deux reprises pour suivre les déménagements consécutifs.
En 1962 les activités culturelles sont regroupées en une association type 1901 au sein d'un centre socio-éducatif culturel et loisirs, sous le nom de Vie et Joie.
Héritière de l'œuvre de Notre Dame de Toutes Joies, la Laetitia — une des plus vieilles associations nantaises — fête ses 170 ans le 16 novembre 2014 en présence de Mme Johanna Rolland maire de Nantes, François de Rugy député, Christian Babonneau président de la Fédération sportive et culturelle de France (FSCF), Christine Cauchon présidente du comité départemental FSCF de Loire-Atlantique.

## Fonctionnement
Issue d'un ancien patronage paroissial La Laetitia est affiliée à la FSCF et agréée jeunesse et sport. Elle fonctionne grâce à une centaine de bénévoles qui s'efforcent d'accueillir tous les participants dans les meilleures conditions et veillent à former les futurs entraîneurs, encadrants et dirigeants associatifs. Plusieurs éducateurs diplômés d'État sont également au service de l'association. En sachant tirer les enseignements du passé, la Laetitia regarde vers l'avenir, renouvelant chaque année certaines activités pour répondre au mieux aux demandes nouvelles. L'ambition est de permettre à tous la pratique des activités physiques, sportives et culturelles, éducatives et sociales sous toutes leurs formes.

## Activités pratiquées
En 2000 le CSC Laetitia réunit les activités sportives et l'association Vie et Joie, qui concerne les activités culturelles et de loisirs ; en 2018 il propose 25 activités différentes pour toutes les catégories d'âge[réf. nécessaire] : 
- sports collectifs ou individuels, de compétitions ou de loisirs : badminton, capoeira, éveil de l'enfant, école des sports, football en salle, gymnastique artistique féminine, gymnastique artistique masculine, gymnastique rythmique et sportive (GRS), gymnastique détente, Laetitia forme (cardio, fitness, posturale, renforcement, stretching, training, ...), handball, tennis-ballon, tennis de table, volley-ball, yoga ;
- activités culturelles : comédie musicale, dessin-peinture, rock dancing.

## Compétitions et haut-niveau

### Handball
La section de handball est championne de Nationale 2 en 1973 évolue donc en Nationale 1 (1re Division) lors de la saison 1973-74. Les saisons suivantes, le club oscille entre cette division et la Nationale 2, la saison 1977-1978 étant sa troisième et dernière participation au championnat de France élite. En 2010, elle est championne de France des départements face à Noidans-lès-Vesoul.

### Autres sports
La section de tennis-ballon évolue actuellement[Quand ?] en 1re Division nationale et l'équipe a dans ses rangs plusieurs joueurs de l'équipe de France.

## Salles
La salle du CSC Laetitia Nantes est un équipement omnisports nantais situé près de l'église Sainte-Thérèse et constituée de plusieurs salles (omnisports, gymnastique , etc.) une cafétéria et un bâtiment pour toutes les activités fitness, culturelles et centre de loisirs.
Le centre utilise également plusieurs salles dans la ville de Nantes : gymnase de la Barboire, du Breil, de Coubertin, de Chantenay ou encore Victor-Hugo.